# Sten Pettersson
Sten Pettersson   (Estocolm, 11 de setembre de 1902 - Estocolm, 1 de juny de 1984) va ser un atleta suec, especialista en curses de tanques, que va competir durant la dècada de 1920 i 1930.
El 1924 va prendre part en els Jocs Olímpics de París, on va guanyar la medalla de bronze en els 110 metres tanques del programa d'atletisme. Quatre anys més tard, als Jocs d'Amsterdam, va disputar tres proves del programa d'atletisme. Fou quart en els 400 metres tanques i 4x400 metres relleus, mentre en els 110 metres tanques quedà eliminat en semifinals. El 1932, a Los Angeles, disputà els seus tercers i darrers Jocs. Va disputar dues proves del programa d'atletisme, els 400 metres tanques i 400 metres llisos, i en ambdues quedà eliminat en sèries.
Pettersson va posseir dos rècords mundials, dels 110 (1927-1928) i 400 metres tanques (1925-1927). El 1925 fou el primer en rebre la Svenska Dagbladets guldmedalj.

## Millors marques
- 110 metres tanques. 14.6" (1930)
- 400 metres tanques. 52.4" (1928)[1][4]